# Patricia Krenwinkel

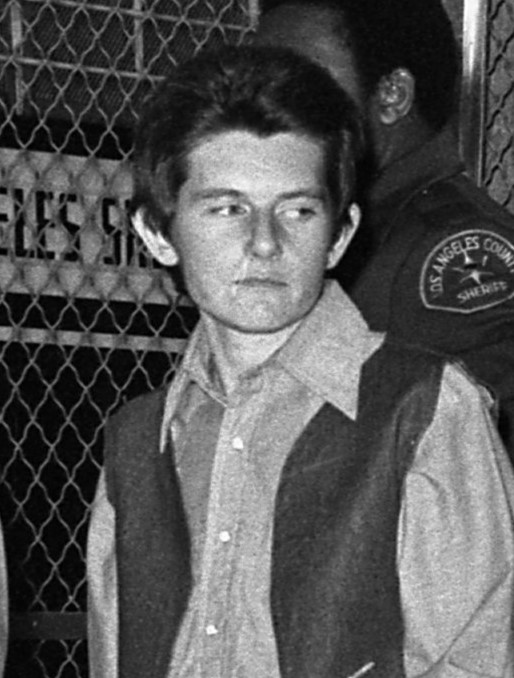
Patricia Krenwinkel 1973

Patricia Diane Krenwinkel alias „Katie“ (* 3. Dezember 1947 in Los Angeles, Kalifornien) ist eine US-amerikanische Mörderin. Sie war Mitglied der von Charles Manson angeführten Manson Family und an den Tate-Morden sowie an der Ermordung des Unternehmerehepaars Leno und Rosemary LaBianca beteiligt. Krenwinkel ist die am längsten einsitzende Gefängnisinsassin der Vereinigten Staaten.

## Leben
Patricia Krenwinkel ist die Tochter eines Versicherungsvertreters; sie hat eine ältere Halbschwester, Charlene, aus der ersten Ehe ihrer Mutter. Als Teenager war sie übergewichtig und langweilte sich in einer Vorortsiedlung von Los Angeles. Ihr Übergewicht bekämpfte sie mit Amphetaminen, die sie sich über ihre drogenabhängige Halbschwester beschaffte. Als sie 17 Jahre alt war, ließen sich ihre Eltern scheiden.
„Pat“ schloss die Schulbildung an der Westchester Highschool in Los Angeles ab. Anschließend zog sie nach Alabama, um an einem katholischen College zu studieren. Nach einem Jahr musste sie die Schule verlassen und zog zurück nach Kalifornien.
Nach einigen Gelegenheitsjobs teilte sie sich ein Appartement mit ihrer mittlerweile heroinabhängigen Halbschwester und begegnete dort dem Musiker Charles Manson, dessen Ideologien und Selbstsicherheit die verschüchterte und unsichere Frau sofort anzogen. Im Herbst 1967 zog Krenwinkel mit Manson und weiteren Frauen, die er mittlerweile um sich geschart hatte, in einem ausgedienten schwarzbemalten Schulbus durch Kalifornien. Charles Manson gab ihr den Spitznamen „Katie“.
In der Nacht vom 8. zum 9. August 1969 töteten Krenwinkel, Susan „Sadie“ Atkins und Charles „Tex“ Watson auf grausame Weise fünf Personen auf dem Anwesen von Sharon Tate und Roman Polański. Sämtliche Gäste inklusive der hochschwangeren Tate wurden erschossen, niedergestochen oder zu Tode gequält. In der folgenden Nacht wurden der Supermarktkettenbesitzer Leno LaBianca und dessen Ehefrau Rosemary  in ihrer Wohnung am Waverly Drive auf ähnliche Weise ermordet. Neben Krenwinkel waren Watson und Leslie Van Houten an den Morden beteiligt. Krenwinkel stach unzählige Male auf Rosemary LaBianca ein. Leno LaBianca rammte sie eine Gabel in den Unterleib und ritzte das Wort WAR („Krieg“) in den Bauch des sterbenden Mannes.
Nach den Mordnächten flüchtete Krenwinkel auf Geheiß von Manson zu ihrer Tante nach Alabama. Im Dezember 1969 wurde sie wegen der Morde an Tate und dem Ehepaar LaBianca verhaftet. Vor allem die Zeugenaussage des „Family“-Mitglieds Linda Kasabian, die als Fahrerin an den Morden beteiligt war, belastete Krenwinkel schwer. 1971 wurde sie zum Tode verurteilt; die Strafe wurde aufgrund der vorübergehenden Abschaffung der Todesstrafe in Kalifornien in eine lebenslange Haftstrafe umgewandelt.
In den folgenden Jahren distanzierte sich Patricia Krenwinkel von Manson und zeigte sich später reumütig. In einem Interview sagte sie einmal: „Ich wache jeden Tag in dem Wissen auf, das Wertvollste überhaupt zerstört zu haben: das Leben.“

### Anträge auf Haftentlassung
Krenwinkel ist bis heute in der Frauenvollzugsanstalt in Corona inhaftiert. Sie ist die am längsten einsitzende Gefängnisinsassin der Vereinigten Staaten. Ihr dreizehntes Gesuch um Haftentlassung auf Bewährung wurde am 20. Januar 2011 abgelehnt. Die nächste Anhörung erfolgte ab dem 30. Dezember 2016. Im Juni 2017 wurde auch dieses Gesuch zurückgewiesen. Nach einer erneuten Anhörung am 26. Mai 2022 wurde ihr Antrag auf Haftentlassung von der Bewährungskommission befürwortet. Diese Empfehlung wurde jedoch am 14. Oktober 2022 von Gavin Newsom, dem Gouverneur von Kalifornien, abgelehnt. Er begründete dies damit, dass Krenwinkel „die rassistischen, apokalyptischen Ideologien von Manson voll unterstützt“ habe. Newsom hatte bereits zuvor Haftentlassung von Mitgliedern der Manson Family durch sein Vetorecht verhindert.

## In der Kunst
Die Geschichte der Manson Family war Thema etlicher Filme. Krenwinkel wurde dabei von verschiedenen Schauspielerinnen dargestellt:
- Helter Skelter – Die Nacht der langen Messer  (1976) (TV) dargestellt von Christina Hart[6]
- The Book of Manson (1989) dargestellt von Jennifer Schwartz
- The Manson Family (2003) dargestellt von Leslie Orr
- Helter Skelter (2004) dargestellt von Allison Smith
- Will You Kill for Me? Charles Manson and His Followers (2008) dargestellt von Gina Limbrick
- Manson (2009) dargestellt von Cat McCormick
- Aquarius (2016) und Once Upon a Time in Hollywood (2019) dargestellt von Madisen Beaty
- Charlie Says (2018) dargestellt von Sosie Bacon